# Dreamer (Supertramp-Lied)
Dreamer ist ein Lied der britischen Band Supertramp. Es wurde von Roger Hodgson komponiert, getextet und gesungen als A-Seite der ersten Schallplatten-Single des 1974 erschienenen Albums Crime of the Century ausgekoppelt.

## Erfolge und Verwendungen
Die A-Seite der Original-Single erreichte im Februar 1975 den 13. Platz der britischen Singlecharts und in Neuseeland den 34. Platz. Auf der B-Seite der 7″-Platte befindet sich das Lied Bloody Well Right.
1980 wurde die Liveversion vom Album Paris auf zwei Singles veröffentlicht: Auf der B-Seite der US-Version befindet sich die Liveversion von From Now On und auf jener der Europa-Version eine solche von You Started Laughing. Diese Singles erreichten den 15. Platz der US Charts, den 36. Platz der Niederländischen Charts und den 1. Platz der Kanadischen Singles Charts.
Das Lied wurde in den Filmen Lügen macht erfinderisch, Das B-Team, Wild Thing und Die Abenteuer von Rocky & Bullwinkle gespielt. Es war außerdem die Titelmelodie der Reisequiz-Sendung Ein Tag wie kein anderer.
Der italienische Sänger Renato Zero veröffentlichte 1977 auf seinem Album Zerofobia eine Coverversion mit dem Titel Sgualdrina (zu Deutsch: „Schlampe“).

## Trackliste
Das Lied Dreamer wurde auf drei Schallplatten-Singles veröffentlicht: Die darauf befindlichen Songs wurden von Rick Davies und Roger Hodgson (siehe Klammer-Nennung) geschrieben:

### 1975: 7″ Vinyl Single
- A-Seite: Dreamer – 3:33 (Hodgson)
- B-Seite: Bloody Well Right – 4:26 (Davies)

### 1980: 7″ Vinyl Singles

#### US-Version
- A-Seite: Dreamer (Live) – 3:15 (Hodgson)
- B-Seite: From Now On (Live) – 6:44 (Davies)

#### Europa-Version
- A-Seite: Dreamer (Live) – 3:15 (Hodgson)
- B-Seite: You Started Laughing (Live) – 3:50 (Davies)

## Besetzung
- Roger Hodgson: Wurlitzer Electric Piano, Gesang
- Rick Davies: Wurlitzer über Leslie-Lautsprecher (Rotationslautsprecher), Gesang
- John Helliwell: Sampler, Hintergrundgesang
- Bob Siebenberg: Schlaginstrumente
- Dougie Thomson: E-Bass